# 神崎亮平
神崎 亮平（かんざき りょうへい、1957年 - ）は、日本の生物学者。学位は理学博士（筑波大学・1986年）。東京大学先端科学技術研究センター シニアリサーチフェロー。専門は神経行動学。
東京大学大学院情報理工学系研究科知能機械情報学専攻、および東京大学先端科学技術研究センター教授、日本比較生理生化学会会長などを歴任した。カイコガのフェロモン源探索行動の研究や、昆虫制御型ロボット（サイボーグ昆虫）、スーパーコンピュータによる大規模脳シミュレーションなどで知られる。

## 経歴
和歌山県伊都郡高野口町（現・橋本市）生まれ。橋本市立高野口小学校、智辯学園中学校・高等学校を経て、筑波大学第二学群生物学類に入学。1986年筑波大学大学院生物科学研究科生物物理化学専攻の博士課程を修了。アリゾナ大学神経生物学部博士研究員、筑波大学生物科学系助手、講師、助教授を経て、2003年同大学教授。2004年より東京大学大学院情報理工学系研究科教授、2006年より東京大学先端科学技術研究センター教授（兼任）。2012年 - 2015年、日本比較生理生化学会会長。2016年4月から2021年3月まで東京大学先端科学技術研究センター所長。
2023年3月、東京大学退官。2023年5月19日、最終講義。

## 著書

### 単著
- (2014年) 『サイボーグ昆虫、フェロモンを追う (岩波科学ライブラリー)』　岩波書店、 ISBN 4000296280
- (2009年) 『ロボットで探る昆虫の脳と匂いの世界―ファーブル昆虫記のなぞに挑む (香り選書 10)』 フレグランスジャーナル社、 ISBN 4894791560
- (1998年) 『昆虫ロボットの夢 (自然の中の人間シリーズ―昆虫と人間編)』  農山漁村文化協会、 ISBN 4540971298

### 共著
- (2015年) 尾崎まみこらとの共著 『感 覚 (研究者が教える動物実験)』 共立出版、 ISBN 4320057724
- (2008年) 合原一幸との共編 『理工学系からの脳科学入門』 東京大学出版会 、 ISBN 4130623044